# 喬許·塞嘉拉
喬許·塞嘉拉（英語：Josh Segarra，1986年6月3日—）是一名美國男演員。他因飾演在電視劇《電氣公司》、《急救警情》和《綠箭俠》中的角色，以及在音樂劇《On Your Feet!》中的埃米里歐·伊斯特芬而知名。他參演的其他電視劇包括《芝加哥警署》、《大哥大姐沒出息》和《勁爆女子監獄》，而其他舞台劇作品包括音樂劇《Lysistrata Jones》和《鬥犬》。

## 早期生活
塞嘉拉於1986年6月3日出生在佛羅里達州朗伍德。他是波多黎各裔，能說流利的西班牙語。他在五旬節教會中學習唱歌，但渴望成為一名職業摔跤選手。塞嘉拉畢業於紐約大學帝勢藝術學院。

## 職業生涯
2009年至2011年，塞嘉拉在PBS兒童二臺的電視連續劇《電氣公司》中飾演主要角色赫克托·魯伊斯。隨後，他在音樂劇《Lysistrata Jones》中飾演原創角色米克。2012年5月，宣佈塞嘉拉為外百老匯世界首演的《鬥犬》的演員，該劇改編自同名電影，由班傑·帕塞克和賈斯汀·保羅負責音樂和歌詞，彼得·杜肯負責編寫。這部音樂劇於2012年7月16日在第二舞台劇院的托尼·凱澤爾劇院開演。
兩年後，塞嘉拉在喜劇電視連續劇《急救警情》的第一季中反覆出現，之後在第二季中被提升為常規演員。隨後，他開始在NBC警匪動作連續劇《芝加哥警署》中擔任常設角色。他還出現在2015年的喜劇電影《生活残骸》中。塞嘉拉於2015年11月5日在百老匯馬奎斯劇院開幕的音樂劇《On Your Feet!》中飾演原創角色埃米里歐·伊斯特芬。他的最後一次演出在2016年7月10日進行。在2016年5月最後一次出現在《芝加哥警署》之後，塞嘉拉被選為CW超級英雄電視連續劇《綠箭俠》第五季的系列常規演員。他塑造了該系列對漫畫人物阿德里安·蔡斯的改編。之後他在該系列的第六季和第八季中以客串身份回歸。
2019年1月起，塞嘉拉是喜劇中心的電視劇《大哥大姐沒出息》的常設演員。12月，他在《穆迪一家》中再次出現，飾演一個「具有精湛電話技巧的商品經紀人」馬可。他還主演Netflix的喜劇劇集《AJ與皇后》，該劇於2020年1月10日首播。同年，塞嘉拉在犯罪劇集《聯邦調查局FBI》第三季中飾演特別探員內斯特·韋爾蒂茲，並在音樂電影《小鎮聖誕愛》中飾演牧師。他將在即將上映的NBC喜劇試播集《夜校》中飾演泰迪·沃克，該片改編自2018年的同名電影。2021年7月，他出演Disney+超級英雄劇集《律師女浩克》。

## 個人生活
2014年10月17日，塞嘉拉與交往多年的女友布雷斯·萊斯（Brace Rice）結婚。這對夫婦在2016年9月30日迎來他們的第一個兒子，隨後在2020年1月8日又迎來他們的第二個兒子。他和他的妻子都是體育迷。

## 影視作品

### 電影
| 年份 | 標題                     | 角色                      | 備註     |
| ---- | ------------------------ | ------------------------- | -------- |
| 2008 | 《紐約灣海峽》           | White Gangsta             |          |
| 2009 | 《血腥的夜晚》           | Tyler                     |          |
| 2009 | 《The Ministers》        | Louis                     |          |
| 2010 | 《Suicide》              | Mort                      | 短篇電影 |
| 2011 | 《最後的嬉皮》           | Mark Ferris               |          |
| 2012 | 《The Devil's Bitch》    | Trip                      | 短篇電影 |
| 2014 | 《You Must Be Joking》   | Asshole                   |          |
| 2015 | 《生活残骸》             | Staten Island Oli         |          |
| 2018 | 《Anything Boys Can Do》 | Moby                      | 短篇電影 |
| 2018 | 《落水姻緣》             | Jason                     |          |
| 2019 | 《Fault》                | Gary                      | 短篇電影 |
| 2020 | 《小鎮聖誕愛》           | Pastor Christian Hathaway |          |
| 2023 | 《驚聲尖叫6》            | 丹尼·貝克特               | [ 32 ]   |

### 電視
| 年份       | 標題                  | 角色                            | 備註                                        |
| ---------- | --------------------- | ------------------------------- | ------------------------------------------- |
| 2005       | 《吸血蝙蝠》          | Miles                           | 電視電影                                    |
| 2008       | 《Drama Queenz》      | Gabriel                         | 3集                                         |
| 2009－2011 | 《電氣公司》          | Hector Ruiz                     | 主要角色；52集                              |
| 2011       | 《》                  | Josh                            | 集數：「試播集」                            |
| 2012       | 《Bronx Warrants》    | Morales                         | 未公開試播集                                |
| 2013       | 《》                  | Hank Flynn                      | 集數：「The Siege」                         |
| 2014       | 《》                  | Mike Rose                       | 集數：「Knockout Game」                     |
| 2014－2015 | 《急救警情》          | Billy Cepeda                    | 主要角色；18集                              |
| 2014－2016 | 《芝加哥警署》        | Justin Voight                   | 常設角色；9集                               |
| 2016       | 《A Bronx Life》      | Frankie                         | 電視電影                                    |
| 2016－2019 | 《綠箭俠》            | 阿德里安·蔡斯                   | 主要角色（第五季） 客串（第六、八季）；23集 |
| 2018       | 《Run for Your Life》 | Julian Silva                    | 電視電影                                    |
| 2018－2019 | 《勁爆女子監獄》      | Stefanovic                      | 常設角色（第六、七季）；11集                |
| 2018       | 《全員上陣》          | 他自己                          | 現場演出                                    |
| 2018       | 《戇直警察》          | Warren                          | 集數：「Will Cora Get Married?」            |
| 2019－2023 | 《大哥大姐沒出息》    | Lance Arroyo                    | 常設角色；12集                              |
| 2019       | 《上帝加我為好友》    | Austin                          | 集數：「The Fighter」                       |
| 2019－2021 | 《穆迪一家》          | Marco                           | 常設角色；12集                              |
| 2020       | 《AJ與皇后》          | Hector Ramirez / Damien Sanchez | 主要角色                                    |
| 2020       | 《凱蒂基恩》          | Mateo Lopez                     | 2集                                         |
| 2020－2021 | 《聯邦調查局FBI》     | Nestor Vertiz                   | 常設角色；5集                               |
| 2022       | 《律師女浩克》        | 奧古斯都·「帕格」·帕格列西                  | 主要角色；5集                               |
| 2023－至今 | 《命運來敲門》        | Giorgio                         | 主要角色；9集                               |
| 2023       | 《反派》              | Brooks Rizzo                    | 常設角色；4集                               |
| 2024       | 《小學風雲》          | Manny Rivera                    | 常設角色；7集                               |

### 舞台劇
| 年份     | 標題                                | 角色              | 備註                                                             |
| -------- | ----------------------------------- | ----------------- | ---------------------------------------------------------------- |
| 2009     | 《The Boys Upstairs》               | Eric              | SoHo劇院 2009年8月15日－9月27日 （第13屆紐約國際藝穗節的一部分） |
| 2009     | 《Fat Camp》                        | Brent             | 橡樹園劇院 2009年9月30日－10月8日 （2009年紐約音樂劇節的一部分） |
| 2010     | 《Pool Boy》 (staged reading)       | Jack              | 巴靈頓舞台公司第二舞台 2010年1月11日                             |
| 2011     | 《The Cook's Tour》(staged reading) | Performer         | 城市舞台劇院 2011年2月8日                                        |
| 2011     | 《Lysistrata Jones》                | Mick              | 賈德森體育館 2011年5月15日－6月19日                              |
| 2011－12 | 《Lysistrata Jones》                | Mick              | 沃爾特·科爾劇院 2011年11月12日－2012年1月8日                     |
| 2012     | 《鬥犬》                            | Boland            | 托尼·基瑟劇院 2012年6月27日－8月12日                             |
| 2013     | 《環遊世界八十天》                  | 霍格先生          | YOW!劇院 2013年7月2日－10月13日                                  |
| 2015     | 《On Your Feet!》                   | 埃米里歐·伊斯特芬 | 馬奎斯劇院 2015年10月6日－2016年7月10日                          |

### 電子遊戲
| 年份 | 標題                     | 角色          | 備註 |
| ---- | ------------------------ | ------------- | ---- |
| 2010 | 《荒野大镖客：救赎》     | Abraham Reyes |      |
| 2010 | 《荒野大镖客：不死梦魇》 | Abraham Reyes |      |
| 2013 | 《俠盜獵車手V》          | 當地居民      |      |

## 外部連結
- 喬許·塞嘉拉在互联网电影资料库（IMDb）上的資料（英文）
- 互聯網百老匯資料庫（IBDB）上喬許·塞嘉拉的資料（英文）
- 互联网外百老汇数据库（IOBDB）上喬許·塞嘉拉的資料（英文）